# Don Kulick
Don Kulick,  född Donald R. Kulick 5 september 1960, är professor i antropologi vid New York University, där han också är föreståndare för Center for the Study of Gender and Sexuality. Han har tidigare varit anställd vid såväl Stockholms som Linköpings universitet. Kulick lämnade New York University för att bli Professor of Anthropology and Chair of the Department of Comparative Human Development at the University of Chicago.

## Biografi
Kulick är född och uppvuxen i USA men flyttade som 19-åring till Sverige som utbytesstudent. Han studerade lingvistik och språk vid Lunds universitet där han studerade mandarin, spanska, franska och ryska. Kulick märkte då att det inte var enbart språk han var intresserad av utan även människorna som talade språket. Kulick bytte senare till antropologiska studier då det verkade kombinera de två delarna.
Kulick arbetade som reseguide i Sovjetunionen på 1980-talet då han även lärde sig tala ryska.
När Kulick var doktorand i socialantropologi 1985 blev han intresserad av språkdöd och genom kontakt med den australiske lingvisten Don Laycock som berättade om en by i Papua Guinea, genomförde han fältarbete i Gapun i regionen Sepik i Papua Nya Guinea för att dokumentera det utdöende språket tayap. När Kulick 1992 återvände till byn spreds ett rykte att han hade stora summor pengar med sig och han blev hotad med vapen; i tumultet dödades en man. Sina upplevelser beskrev han senare i sin bok A Death in the Rainforest: How a Language and a Way of Life Came to an End in Papua New Guinea (2019). Enligt Kulick var amerikanska förlag tveksamma till att publicera boken eftersom de enligt Kulick "inte ville publicera en vit man som skriver om svarta", vilket Kulick menade hade med USA:s raspolitik att göra.
Kulik blev fil.dr i antropologi 1990 vid Stockholms Universitet.
Kulick har bland annat sagt att "queerteori måste vara obekväm för att vara värd sitt namn". Han är en av de ledande kritikerna av den svenska sexualpolitiken och sexköpslagen, som han menar leder till en råare prostitution. Han har också studerat den svenska debatten om sexköpare. Tillsammans med Tiina Rosenberg är Kulick Sveriges mest framträdande queerteoretiker och var den som introducerade begreppet i landet. Kulick och Rosenberg tilldelades gemensamt RFSU-priset 2006. Han publicerade antologin Queersverige (2005). Hans senaste forskning handlar om synen på sexualitet och handikapp i Danmark respektive Sverige (Skåne).
I januari 2015 kom Kulick till Uppsala universitet för att driva det tvärvetenskapliga forskningsprogrammet New Perspectives on Vulnerability.
Kulicks vetenskapliga publicering har (2025) enligt Scopus över 1 800 citeringar och ett h-index på 17.
TV-programmet Kalla fakta sände 2023 ett granskande inslag kallat "Männens akademi" där Kulick i ett mejl till Oslos universitet 2018 anklagade en kvinnlig forskare för att inte ha skrivit sin egen avhandling och att hennes doktorstitel borde tas tillbaka. Kulick skrev att hans motiv var att förhindra att det norska universitetet blev "en avstjälpningsplats för mediokra svenska avhandlingar." Den kvinnliga forskaren utreddes av universitetet och friades från alla misstankar. Kulick valde dock att inte medverka i intervju med Kalla fakta.